# Peter Jensen
Pour les articles homonymes, voir Jensen.
Peter Christian Albrecht Jensen (né à Bordeaux le 16 août 1861 et mort à Marbourg le 16 août 1936), mieux connu sous le nom de Peter C. Jensen était un orientaliste allemand partisan de la thèse mythiste de Jésus Christ .
Peter Jensen est d'avis que les figures bibliques telles que Jésus-Christ, Moïse et Paul de Tarse sont basées sur des mythes babyloniens,.

## Biographie
Peter Jensen est le fils du pasteur de la congrégation protestante germano-danoise de Bordeaux, Conrad Jensen. Il grandit à Holstein, puis à Nustrup Sogn (Nordschleswig), où la famille a déménagé en 1871, et fréquente l'école de la ville de Schleswig-Holstein jusqu'en 1879. En 1880, il commence des études de théologie à l'Université de Leipzig  se consacrant rapidement  aux études orientales  et l'assyriologie auprès de Friedrich Delitzsch. En 1883, il se rend chez Eberhard Schrader à Berlin auprès duquel et d' Eduard Sachau  il termine son doctorat  en 1884. Jensen se rend à Kiel puis à Strasbourg, où il  obtient le diplôme de bibliothécaire en 1888. En 1892, Jensen est appelé à l'Université de Marbourg comme successeur de Julius Wellhausen et enseigne les langues sémitiques de 1895 à 1928.
Peter Jensen étudie la littérature religieuse babylonienne - assyrienne dans sa thèse de doctorat et publie en 1890 Die Kosmologie der Babylonier (La cosmologie des Babyloniens). Ses hypothèses sur la comparaison des mythes fait des parallèles entre l'épopée de Gilgamesh et le grec (en particulier Homère) et les « légendes »  Israélite , dont  l'histoire de Jésus dans le Nouveau Testament. Il travaille  sur cette théorie dans son œuvre  Das Gilgamesch-Epos in der Weltliteratur (Gilgamesh dans la littérature mondiale) en 1906. Dans cette œuvre il compare les figures de l'Ancien Testament d'Abraham aux rois judaïques, ainsi que celles de Jésus et Paul  à des personnages d'une interprétation d'une légende israélite de Gilgamesh. Jensen est décrit comme un défenseur du panbabylonisme.
Dans sa brochure Hat der Jesus der Evangelien wirklich gelebt? (1910), il soutient que l'historicité de Jésus est un mythe basé sur l'épopée de Gilgamesh.
Les théories de Jensen sont largement critiquées par les érudits et les théologiens bibliques,.

## Publications
- (de) Die Kosmologie der Babylonier (1890)
- (de) Das Gilgamesch-Epos in der Weltliteratur (Volume 1, Volume 2, 1906)
- (en) Moses, Jesus, Paul: Three Variants of the Babylonian God-Man Gilgamesh (deuxvolumes, 1909)
- (de) Hat der Jesus der Evangelien wirklich gelebt? (1910)